# Acacia dawsonii
Acacia dawsonii — вид квіткових рослин з родини бобових. Ареал: Австралія (Австралійська столична територія, Новий Південний Уельс, Квінсленд, Вікторія).

## Середовище й екологія
Росте в евкаліптових лісах і луках, на піщаних або глинистих, гравійних ґрунтах.

## Біоморфологічна характеристика
Acacia dawsonii — це прямовисний кущ, що росте заввишки від 0.5 до 4 метрів із притиснутими гілками, які між смолистими хребтами волохаті. Вічнозелені філодії прямі або злегка вигнуті, мають дуже вузькоеліптичну або лінійну форму, довжину від 4 до 11 см і ширину від 2 до 5 мм, мають до десяти поздовжніх жилок, одна або дві з яких зазвичай більш помітні, ніж інші. Золотисто-жовті квітки зібрані в китиці в пазухах листків, квітконоси довжиною 1–3 мм і кулясті. Цвіте з вересня по жовтень, а плід — лінійний стручок завдовжки до 6 см і 2–5 мм ушир, прямий або з легким вигином, жорсткий, шкірястий і гладкий.